# Sameodes
Sameodes é um gênero de mariposa pertencente à família Crambidae.